# Elga newtonsantosi
Elga newtonsantosi – gatunek ważki z rodziny ważkowatych (Libellulidae). Występuje na terenie Ameryki Południowej. Jest endemitem Brazylii.